# فورس۱۰
فورس۱۰ (انگلیسی: Force10) شرکت سخت‌افزار آمریکایی است، که در سال ۱۹۹۹ تأسیس شد.